# Bad Homburg vor der Höhe

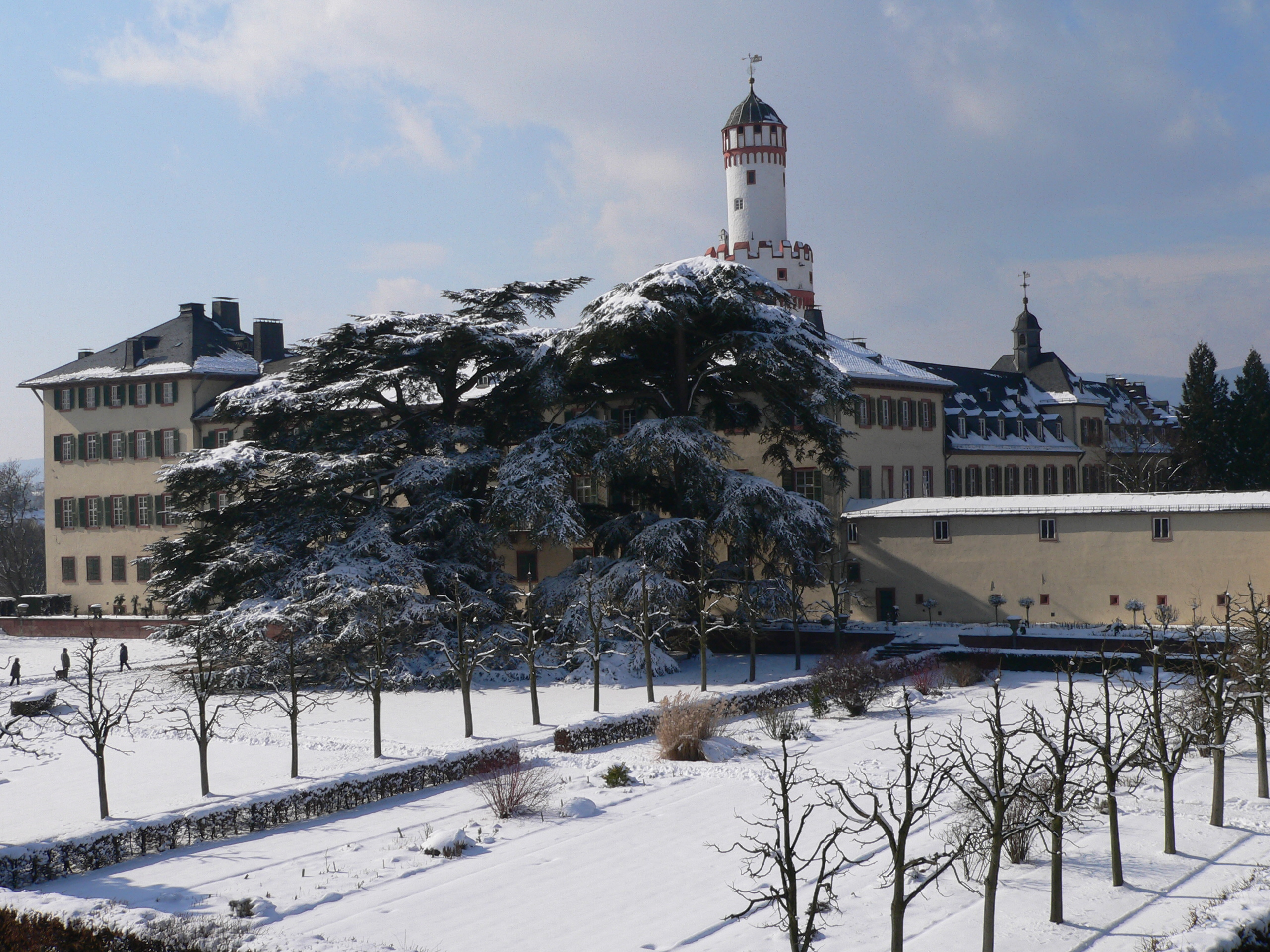
Fostul palat imperial iarna

Bad Homburg vor der Höhe (prescurtare oficială: Bad Homburg v. d. Höhe; denumit colocvial Bad Homburg) este un oraș din landul german Hessa situat la poalele munților Taunus. A fost fondat în anul 782. Are circa 52 mii de locuitori. Este o stațiune balneară de renume mondial. Unul din monumentele de arhitectură principale din oraș este fosta reședință montană a familiei imperiale germane din sec. XVII-XIX, actualmente muzeu, cu un splendid parc. La Bad Homburg se află și cel mai vechi cazinou din Europa (1841).
Nu departe de Bad Homburg, în vecinătatea limesului de pe colina Saalburg, se află un castru roman, construit inițial în anul 90 d.Hr. și reconstruit recent aproape în întregime, care adăpostește un muzeu și poate fi vizitat.